# Scato Trip
Scato Trip (Groningen, 21 februari 1742 - 29 juni 1822) was een Gronings patriot en een lid van de Eerste Nationale Vergadering in de periode 1796-1797.

## Leven en werk
Trip, zoon van de gouverneur van Coevorden, luitenant-generaal Hendrik Jan Trip en Anna Siccama, studeerde rechten aan Universiteit van Groningen en promoveerde aldaar in 1767. Hij was ontvanger turfaccijns te Groningen en de Ommelanden. Hij was gedeputeerde ter Staten-Generaal voor Groningen in de periodes van 1786 tot 1788, van 1790 tot 1792. Van 1794 tot 1795 was hij lid van Gedeputeerde Staten van Groningen. Van 1 maart 1796 tot 1 september 1797 was hij lid van de Eerste Nationale Vergadering voor het district Veendam. Van 7 augustus 1797 tot 21 augustus 1797 fungeerde hij als voorzitter van de (Eerste) Nationale Vergadering.
Ook was hij lid van het algemeen bestuur departement van de Eems, de raad van financiën departement Groningen en de stedelijke raad van Groningen.
Scato Trip was plaatsvervanger-wethouder van Groningen, van 1808 tot 1810.
Trip was op 6 maart 1768 getrouwd met Clara Elisabeth Wolthers. Zij hadden vijf kinderen. Hij overleed in 1822 op tachtigjarige leeftijd in Groningen.

## Maatschappelijke betrokkenheid
Trip was kerkvoogd van de Martinikerk. Hij was een van de oprichters van het Groninger patriottische vrijcorps Voor Onze Duurste Panden en bij de loge L'Union Provinciale. Ook interesseerde hij zich zeer voor de geschiedenis van het gewest Groningen.